# Schlossberg (Alt Tellin)
Der Schlossberg ist eine Burgstelle im Ortsteil Broock der Gemeinde Alt Tellin im Landkreis Vorpommern-Greifswald. Die ehemalige Niederungsburg liegt am Westufer der Tollense an der Straßenbrücke zwischen Alt Tellin und Broock und ist heute ein Bodendenkmal.

## Anlage
Die in drei Teile gegliederte Anlage ist etwa 180 Meter lang und bis 70 Meter breit. Den südlichen Teil bildet der „alte Krug“, eine flache Vorburg, die vom Schlossberg durch einen zehn Meter breiten Halsgraben getrennt war. Bei dem aus zwei ungefähr gleich großen Teilen bestehenden Schlossberg handelte es sich vermutlich um eine Doppelburg. Die Matrikelkarte der Schwedischen Landesaufnahme von Vorpommern zeigt zwei von einem Graben umgebene Anlagen. Dieser bis zwölf Meter breite Graben und der Graben zwischen den beiden, sich etwa 2,5 Meter über das umliegende Gelände erhebenden Teilen wurden später zugeschüttet.

## Geschichte
Die Burg wurde 1331 als „castra ... Broke“ erwähnt, eine weitere Erwähnung erfolgte 1356. Die Burg sicherte, wie die nahe gelegenen Burgen Klempenow und Osten, einen Flussübergang über die Tollense. Ab dem 15. Jahrhundert war die niederadelige Familie Buggenhagen im Lehnsbesitz des Gutes Broock. Wann der Herrensitz von der Niederungsburg an den südlichen Rand des Tollensetals verlegt wurde, wo sich heute Schloss Broock befindet, ist nicht bekannt.

## Heutige Nutzung
Auf dem südlichen Teil des Schlossberges befindet sich ein Wohnhaus. Das Gehöft auf dem „alten Krug“ wird landwirtschaftlich und touristisch genutzt.